# Ruslan Chagayev
Ruslan Chagaev est un boxeur d'origine Ouzbek, né le 19 octobre 1978 à Andizhan, Ouzbékistan

## Carrière

### Début de carrière professionnelle
Ruslan Chagaev commence sa carrière professionnelle le 21 août 1997, remportant deux victoires. À l'issue de ces deux victoires, il retourne cependant en amateur. Il revient en professionnel en 2001 après avoir remporté le titre de champion du monde amateur. Après 20 combats, il affiche un palmarès de 19 victoires dont 16 par KO, et 1 match nul. Il affronte Volodymyr Vyrchys le 11 mars 2006 pour les ceintures intercontinentales WBO et WBA, il l'emporte par décision majoritaire. Après avoir battu Michael Sprott, il se mesure à l'ancien champion du monde John Ruiz en combat éliminatoire, le vainqueur affrontera Nicolay Valuev pour le titre de champion du monde poids lourds WBA. Il gagne aux points, par décision partagée des juges.

### Champion du monde des poids lourds

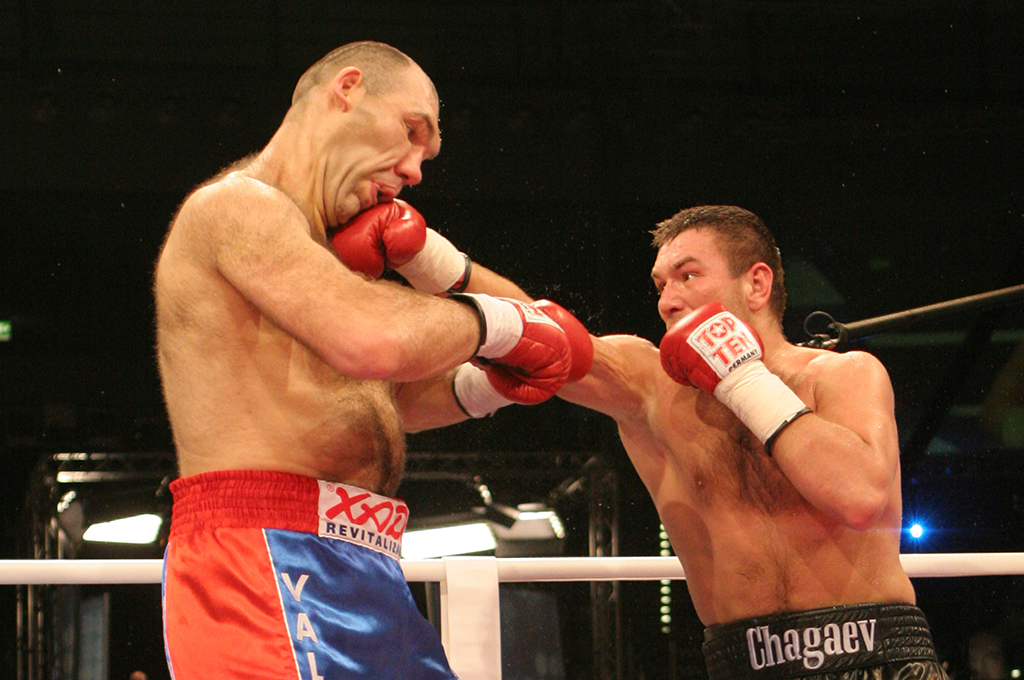
Valuev contre Chagaev le 14/04/07

Le 14 avril 2007, il bat aux points Nicolay Valuev et devient champion du monde poids lourds WBA. Il conserve son titre en battant également aux points le britannique Matt Skelton le 19 janvier 2008 avant que sa ceinture ne soit remise en jeu car son combat revanche contre Valuev a été reporté puis annulé en raison de blessures répétées du boxeur ouzbek lors de sa préparation.

### Chagaev contre Wladimir Klitschko
Chagaev, officiellement champion en repos d'après la WBA, ne remonte sur un ring que le 7 février 2009 et domine aux points Carl Davis Drumond à l'issue du 6e round (le combat ayant été arrêté sur blessure après un coup de tête de Drumond),. Cette victoire implique que Chagaev et Valuev (depuis sa victoire face à John Ruiz le 30 août 2008) se "partagent" la couronne des poids lourds WBA jusqu'à leur combat revanche, une situation inédite. Invaincu en professionnel, il défie le 20 juin 2009 Wladimir Klitschko à la Veltins Arena de Gelsenkirchen, stade qui prend faits et causes pour le triple champion du monde IBF, WBO & IBO ukrainien. Il s'incline au terme d'un combat où il aura été constamment dominé en abandonnant à l'appel de la 10e reprise,.

### Années 2010
Ayant gagné deux combats après sa défaite contre Klitschko, il combat la valeur montante Alexander Povetkin le 27 août 2011, et connait la 2e défaite de sa carrière, battu par décision unanime des juges. En battant Fred Oquendo par décision majoritaire le 7 juillet 2014, il remporte la ceinture de champion WBA régulier des poids lourds. Chagaev conserve ce titre en battant au premier round l'italien Francesco Pianeta le 11 juillet 2015. Le 5 mars 2016, il combat l'australien invaincu Lucas Browne. Le challenger est coupé et compté par l'arbitre au 6e round, mais à la 10e reprise, il renverse le match en envoyant Chagaev au tapis. Ce dernier se relève mais n'ayant pas récupéré et subissant sans répliquer dans les cordes, il est arrêté par l'arbitre.

## Titres professionnels en boxe anglaise

### Titres mondiaux majeurs
- Champion du monde poids lourds WBA (2007-2008)

### Titre mondial mineur
- Champion du monde poids lourds WBA Régulier (2014-2016)

### Titres régionaux/internationaux
- Champion poids lourds WBA Continental (2013)
- Champion poids lourds WBA Inter-Continental (2006)
- Champion poids lourds WBO Asie-Pacifique (2006)
- Champion poids lourds WBO Inter-Continental (2006)
- Champion poids lourds Pan-Asiatique PABA (2013)